# Chuaria
Chuaria is een geslacht van fossielen. Chuaria zijn millimeter-grote samengedrukte bolletjes uit kalksteen. Mogelijk waren het acritarchen of vergelijkbare organismen: eencellige bolvormige plankton. Andere interpretaties lopen uiteen van kolonievormende blauwalgen tot meercellige Eukaryota. Chuaria komt voor van het onderste Proterozoïcum (1700 miljoen jaar geleden) tot in het Midden-Cambrium (520 miljoen jaar geleden). Het fossiel komt vooral veel voor in het Tonium (1000 tot 720 miljoen jaar geleden). Chuaria werd in 1899 ontdekt door C.D. Walcott in de Grand Canyon. Het was de eerste ontdekking van een microfossiel met bewaard gebleven celstructuur uit het Precambrium.
Walcott identificeerde Chuaria incorrect als een ongewerveld diertje, maar dit maakt geen verschil voor het belang van de ontdekking. Het was de eerste keer dat in het Precambrium een fossiele levensvorm was gevonden. In het voorafgaande decennium waren wel stromatolieten beschreven (Cryptozoön), onder andere door Walcott zelf, maar dit zijn slechts structuren die zijn ontstaan door biologische activiteit. Al deze vondsten vielen zo ver buiten de verwachting van veel onderzoekers, dat ze pas in de jaren 1960 algemeen geaccepteerd werden.